# Phở

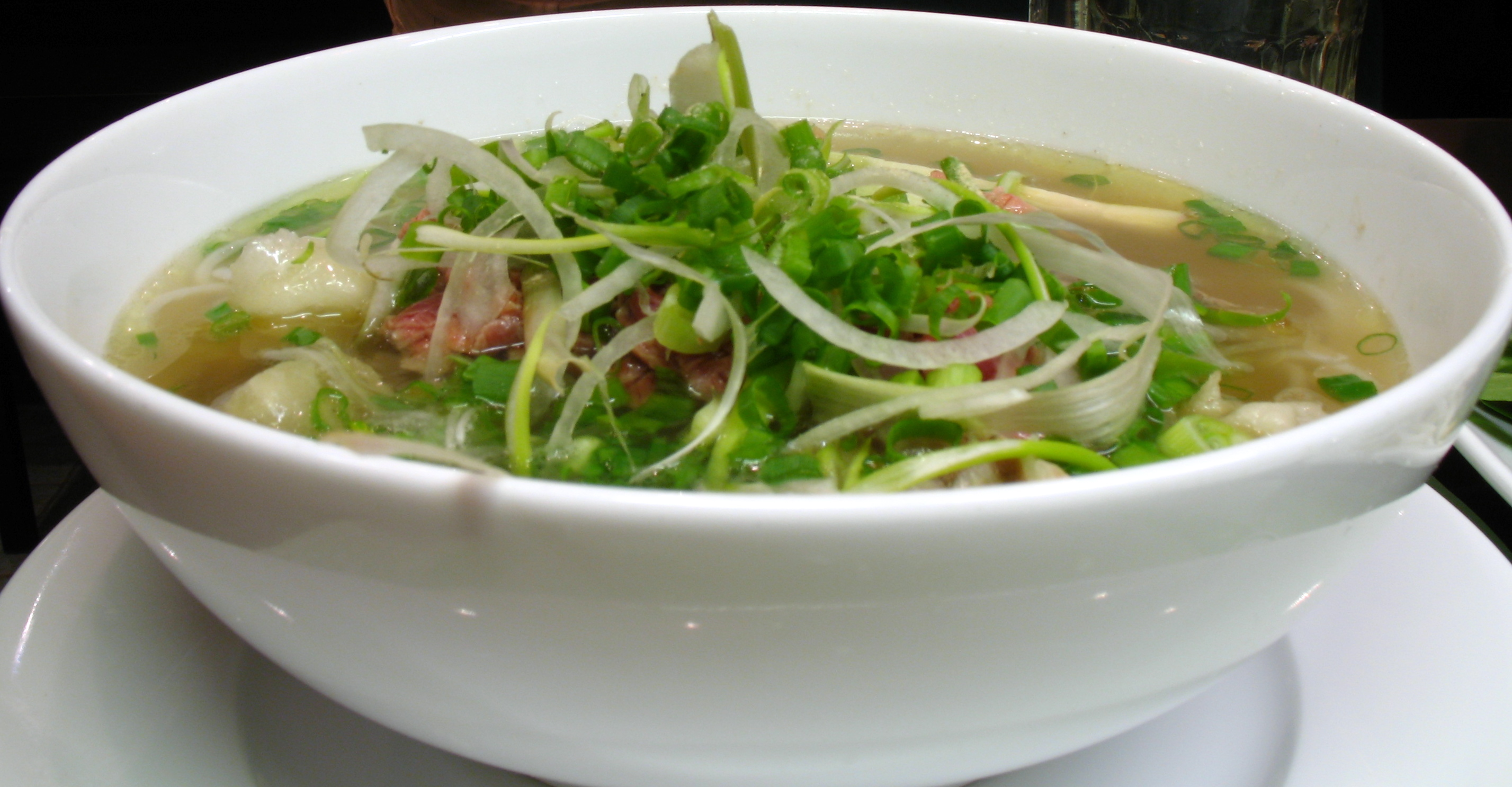
Típico phở en la ciudad de Saigón.

El phở (/fəː ˧ ˩/ⓘ, «fá»), escrito a menudo como pho, es un plato tradicional de la cocina vietnamita basado en lo que se denomina genéricamente una sopa de fideos.  Se sirve en un tazón con fideos de arroz en un caldo de carne de ternera con pequeños trozos alargados de carne. Las variaciones suelen llevar vísceras tales como tendones, tripas, o carne picada en forma de albóndigas, muslos de pollo, pechugas de pollo o, incluso, otros órganos del pollo (corazón, hígado, etc.). El plato suele adornarse con ingredientes tales como cebollinos, cebollas blancas, hojas de coriandro, ngo gai (‘culantro’), menta, albahaca, limón o lima, brotes de soja y pimienta. Estos últimos cuatro ingredientes se sirven en un plato separado para que el comensal pueda condimentar a gusto la sopa. Debido al gusto popular, suelen añadirse algunas salsas tales como la salsa hoisin, la salsa de pescado y la salsa tailandesa sriracha.  El phở puede ser servido para desayuno, comida o cena.